# Accidente del Tu-144 en Yegoryevsk en 1978
El accidente del Tu-144 en Yegoryevsk en 1978 ocurrió durante un vuelo de prueba de un Tupolev Tu-144 el 23 de mayo de 1978. El avión sufrió una fuga de combustible, lo que provocó un incendio en pleno vuelo en el ala derecha, lo que obligó a apagar dos de los cuatro motores del avión. Uno de los dos motores restantes falló posteriormente, lo que obligó a la tripulación a realizar un aterrizaje de panza en un campo cerca de Yegoryevsk, óblast de Moscú. Dos ingenieros de vuelo murieron en el accidente subsiguiente, pero los seis miembros restantes de la tripulación sobrevivieron. 
El accidente provocó la prohibición de los vuelos de pasajeros del Tu-144, que ya se había visto afectado por numerosos problemas, lo que provocó una falta de interés que finalmente resultó en la cancelación del programa Tu-144.

## Accidente
El avión despegó del aeropuerto de Ramenskoye, cerca de Moscú, a las 17:30 hora local del 23 de mayo de 1978. La tripulación tenía la intención de realizar una serie de pruebas en los generadores, motores, hermeticidad de la cabina y controlabilidad del avión a 12.000 metros (39.000 pies). 
Tras la finalización de la serie inicial de pruebas, la tripulación descendió a 3.000 metros (9.800 pies) para probar la unidad de potencia auxiliar (APU) del avión. A las 18:44:44 hora local, la tripulación puso en marcha la APU. Poco después, a las 18:49:15, la tripulación apagó la APU. Nueve segundos después, se activó una alarma de incendio; el motor número 3 se apagó a las 18:49:31. La tripulación decidió intentar regresar al aeropuerto de Ramenskoye. 
A las 18:51:14, el motor número 4 se apagó. La tripulación notó un olor a quemado y humo espeso en la cabina. El motor número uno se apagó a las 18:53:27; con tres de los cuatro motores del avión apagados, fue imposible regresar al aeropuerto. A las 18:55:18, el avión aterrizó de panza en un campo en el distrito de Yegoryevsky, aproximadamente a 46 kilómetros (29 mi; 25 nmi) del aeropuerto de Ramenskoye. 
El avión aterrizó con el tren de aterrizaje retraído, a una velocidad de aproximadamente 380 km/h (210 kn; 240 mph). El cono de la nariz colapsó en el impacto, penetrando en un compartimento en el que estaban sentados dos ingenieros de vuelo y matándolos a ambos, mientras que los seis miembros restantes de la tripulación sobrevivieron al accidente. No fue hasta aproximadamente una hora después del accidente que los bomberos extinguieron el fuego.